# District federal
Districtul federal este o subdiviziune a unui sistem federal de guvernământ. Adesea, aceste districte nu compun subdiviziunile unei țări, și nu ar trebui confundate cu ele, ci sunt mai degrabă entități separate sub controlul direct al guvernului federal. 
Spre exemplu, capitala Statelor Unite ale Americii, orașul Washington DC, nu se găsește pe nici unul din teritoriile statelor înconjurătoare, Maryland sau Virginia, ci pe "pământ federal", numit District of Columbia, care a fost obținut prin donație, în proporții egale, de către aceleași state, Maryland și Virginia. 

## Districte federale
- Districtul Federal (Argentina)
- Districtul Federal (Brazilia)
- Districtul Federal (Mexic)
- Districtele federale ale Rusiei

## Rusia
Rusia are trei orașe cu semnificație federală, stabilite prin Constituție - Moscova, Sankt Petersburg și Sevastopol (parte a Ucrainei, ocupată de Rusia). Fiecare oraș este tratat ca un subiect federal separat și are propriul său organism legislativ. Rusia are districte federale, dar acestea formează un strat administrativ suplimentar între guvernul federației și subiecții federali, în loc să fie un tip distinct de jurisdicție.